# Dakota Kai
Cheree Georgina Crowley (* 6. Mai 1988 in Auckland, Neuseeland) ist eine neuseeländische Wrestlerin. Sie stand zuletzt bei der WWE unter Vertrag und trat regelmäßig in deren Show SmackDown auf. Ihr bislang größter Erfolg war der zweifache Erhalt der NXT Women’s Tag Team Championship sowie der zweifache Erhalt der WWE Women’s Tag Team Championship.

## Wrestling-Karriere

### Neuseeländische und Australische Promotions (2007–2016)
Dakota Kai gab ihr professionelles Wrestling-Debüt am 15. Dezember 2007, für das in Auckland ansässige Unternehmen Impact Pro Wrestling. Zu dieser Zeit nannte sie sich noch Evie. Im September 2011 debütierte sie bei Pro Wrestling Alliance Australia. Im August 2012 wurde Dakota Kai, die erste Impact Pro Wrestling NZ Frauensiegerin und besiegte Britenay und Megan Fox in einem Triple Threat Match. Eine Woche später gewann sie die Interim PWWA Championship, indem sie Jessie McKay im Finale besiegte. Kai begann 2014 in Japan mit der Arbeit an einem Dreimonatsvertrag, der ihr durch Pro Wrestling Zero1 verliehen wurde. Sie war die erste Frau, die einen solchen Vertrag erhielt.

### Amerikanische Promotions (2013–2016)
Dakota Kai gab am 6. April 2013 ihr Debüt, für die rein weibliche amerikanische Promotion Shimmer Women Athletes. In Ausgabe 54 besiegte Dakota Kai Kimber Lee, um ihren ersten Sieg für die Promotion zu holen, aber sie wurde am nächsten Tag in Ausgabe 56 von Mia Yim besiegt. Sie trat im April 2014 in Shimmer Ausgabe 62 gegen Hikaru Shida an. In den Ausgaben 63 und 64 besiegte Dakota Kai Rhia O’Reilly und Nicole Matthews. Am 19. April 2013 gab Kai ihr Debüt für Shine Wrestling bei Shine 9, als sie gegen Mercedes Martinez verlor. Beim Shine 18 iPPV am 20. April 2014 verloren Dakota Kai und Skater gegen die Titelträger Lucha Sisters Leva Bates und Mia Yim für die Shine Tag Team Championship.

### World Wonder Ring Stardom (2015–2016)
Am 6. Dezember 2015 gab Dakota Kai ihr Debüt, für die japanische World Wonder Ring Stardom-Promotion. In ihrem ersten Match gewann sie zusammen mit Hiroyo Matsumoto und Kellie Skater, die vakante Artist of Stardom-Meisterschaft. Sie verloren die Titel am 28. Februar 2016.

### World Wrestling Entertainment (seit 2017–2025)
In der Folge von NXT vom 25. Oktober 2017 debütierte sie unter dem neuen Namen Dakota Kai bei der WWE. In der Folge von NXT vom 10. Januar verlor Kai gegen die debütierende Shayna Baszler durch Referee Stoppage. In der Folge von NXT vom 14. März 2018 erzielte Kai ihren ersten Fernsehsieg, als sie Lacey Evans besiegte. Einen Monat später gab Kai ihr WrestleMania Debüt, bei WrestleMania 34 und trat in der WrestleMania Women’s Battle Royal an.
Parallel zu ihren Aktivitäten in NXT trat Kai, auch in der neu geschaffenen Marke NXT UK auf. Nach mehr als neun Monaten Inaktivität und ein paar Vignetten besiegte Kai Taynara Conti in der NXT-Folge vom 25. September 2019. Beim Royal Rumble am 26. Januar 2020 nahm Kai am Royal Rumble Match teil. Sie führte hiernach eine Fehde gegen Tegan Nox, welche sie gewann. Hiernach hatte sie mehrere Chancen auf die NXT Women’s Championship, den Titel konnte sie jedoch nie gewinnen.
Bei NXT TakeOver: WarGames IV am 6. Dezember 2020, bestritt sie zusammen mit Candice LeRae, Toni Storm und Raquel González ein War Games-Match, dieses konnten sie gewinnen. Im Januar 2021 nahm sie am ersten Dusty Rhodes Women’s Tag Team Classic teil. Sie erreichte zusammen mit Raquel González das Finale. Bei dem Finale am 14. Februar 2021 bei NXT TakeOver: Vengeance Day gewannen sie gegen Ember Moon und Shotzi Blackheart.
Am 10. März 2021 bekam sie zusammen mit Gonzalez, die NXT Women’s Tag Team Championship von William Regal überreicht. Sie krönte sich damit zur ersten Championesse. Die Titel verloren sie jedoch in der gleichen Nacht an Ember Moon und Shotzi Blackheart. Am 2. April 2022 gewann sie erneut mit Gonzalez bei NXT Stand & Deliver (2022) die NXT Women’s Tag Team Championship. Hierfür besiegten sie Toxic Attraction Gigi Dolin und Jacy Jayne. Die Regentschaft hielt 3 Tage und verloren die Titel, schlussendlich am 5. April 2022 zurück an Gigi Dolin und Jacy Jayne. Am 29. April 2022 wurde sie von der WWE entlassen. Da die Rechte an dem Namen Dakota Kai bei der WWE lagen, plante sie, künftig als King Kota aufzutreten. Es kam aber zu keinem Auftritt mit diesem Ringnamen.
Am 30. Juli 2022 kehrte sie beim SummerSlam 2022 zur WWE zurück. Am 1. August 2022 trat sie zusammen bei Raw mit Bayley und Iyo Sky als Team auf und attackierten Becky Lynch. Am 29. August 2022 standen sie im Turnierfinale, um die neuen Titelträger der WWE Women’s Tag Team Championship zu ermitteln, dies verloren sie jedoch gegen Raquel González und Aliyah. Am 12. September 2022 bei der Raw-Ausgabe traten sie erneut um die Titel an, diesmal besiegten sie Gonzáles und Aliyah, um die Titel zu gewinnen. Die Regentschaft hielt 49 Tage und verloren die Titel, schlussendlich am 31. Oktober 2022 an Alexa Bliss und Asuka. Die Titel konnten sie jedoch am 5. November 2022 bei Crown Jewel (2022) zurückgewinnen. Die Regentschaft hielt 114 Tage und verloren die Titel, schlussendlich am 27. Februar 2023 an Becky Lynch und Lita.
Am 28. April 2023 wurde sie zu SmackDown gedraftet. Kurze Zeit später zog sie sich eine Knieverletzung zu. Bei den Shows tritt Kai daher zeitweilig nur als Ringbegleiterin von Bayley und Iyo Sky auf, mit denen sie das Stable Damage Control bildete. Die Verletzungspause zog sich bis Anfang März 2024. In der Zwischenzeit hatte Bayley Damage Control verlassen. Dakota Kai schloss sich dem Stable nach ihrer Pause wieder an, mittlerweile waren neben Iyo Sky auch Kairi Sane und Asuka Teil der Gruppe.

## Titel und Auszeichnungen
- World Wrestling Entertainment
  - NXT Women’s Tag Team Championship (2×) mit Raquel González
  - NXT Year-End Award (Future Star of NXT) (2019)
  - Dusty Rhodes Women’s Tag Team Classic (mit Raquel González 2021)
  - WWE Women’s Tag Team Championship (2× mit Iyo Sky)

- Pro Wrestling Women’s Alliance
  - PWWA Championship (1×)
  - PWWA Interim Championship (1×)

- Impact Pro Wrestling
  - IPW Women’s Championship (3×)

- Shimmer Women Athletes
  - Shimmer Tag Team Championship (1×) mit Heidi Lovelace

- World Wonder Ring Stardom
  - Artist of Stardom Championship (1×) mit Hiroyo Matsumoto & Kellie Skater

- Pro Wrestling Illustrated
  - Nummer 21 der Top 50 Wrestlerinnen in der PWI der Frauen in 2016